# Bell XP-77
El desarrollo del Bell XP-77 fue iniciado por las Fuerzas Aéreas del Ejército de los Estados Unidos durante la Segunda Guerra Mundial para producir un avión de caza simplificado y "ligero", usando los llamados materiales "no estratégicos". Aun siendo innovador, el diminuto prototipo se demostró difícil de manejar y el proyecto fue cancelado cuando el XP-77 no alcanzó las prestaciones proyectadas.

## Diseño y desarrollo
El proyecto Tri-4 (designación de la Compañía, más tarde cambiada a D-6) con la Bell Aircraft Corporation se inició en octubre de 1941. Originalmente un estudio de diseño para satisfacer las especificaciones de las USAAF para un interceptor "muy ligero", el XP-77 estaba destinado a ser un caza pequeño y ligero con muchas similitudes con los aviones de carreras del Trofeo Thompson de los años 30 del siglo XX.
El 16 de mayo de 1942, las USAAF recomendaron la construcción y las pruebas de 25 XP-77. El avión se presentaba como un monoplano de ala baja monomotor con construcción principalmente en madera, equipado con tren de aterrizaje triciclo, una marca registrada de Bell que le confería un buen manejo en tierra. Una pulcra cubierta de burbuja permitía una visibilidad de 360° (excepto por delante, debido al amplio morro), un requerimiento clave para un caza.
Aunque originalmente pensado para usar un motor Ranger XV-770-9 de 500 hp y doce cilindros con compresor, los prototipos fueron entregados con el motor XV-770-7 sin compresor, debido a retrasos en el desarrollo del mismo. Con la fecha anticipada de entrega retrasada un año y medio, Bell propuso que se construyeran siete XP-77, usando los siete motores XV-770-7 entonces disponibles. El armamento planeado era un cañón Hispano de 20 mm disparando a través del buje de la hélice (al igual que el moteur-canon de mayor calibre de 37 mm del SPAD S.XII) y dos ametralladoras Browning de 12,7 mm, con la opción de una bomba de 136 kg o una carga de profundidad de 147 kg con la supresión del cañón.
La inspección de la maqueta del 21 y 22 de septiembre de 1942 produjo algunas preocupaciones tanto en el fabricante como en el equipo de inspección de las USAAF. El peso había sobrepasado el límite de diseño de 1678 kg (3700 lbs) por poco, pero se experimentaron retrasos en el programa cuando la compañía recurrió a subcontratar la construcción en madera, mientras que la producción en curso en las fábricas de Bell no permitían que el XP-77 tomara prioridad en investigación y desarrollo. Bell solicitó y recibió permiso para reducir la producción del avión a dos prototipos.

## Historia operacional

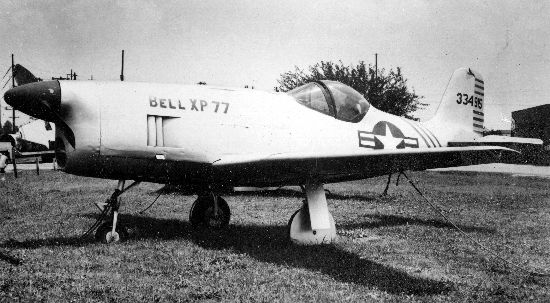
El Bell XP-77 tras la guerra. Nótese la insignia nacional de estilo de 1947.

### Pruebas
El proyecto del XP-77 continuó sufriendo numerosos retrasos, muchos relacionados con la corrección de las cuestiones del exceso de peso. Un cambio en el subcontratista para el ensamblaje del ala causó dolores de cabeza así que el primer subcontratista rechazó entregar las partes necesarias. Las preocupaciones acerca de la integridad estructural relativas al pegamento y sus propiedades de unión también fueron difíciles de resolver. Con la anticipación de que los costes del contrato pronto serían excedidas, y sin esperanza de que el motor con compresor llegara a estar disponible, las USAAF sólo continuarían el proyecto como un experimento para evaluar el uso de construcción y materiales en madera en aviones de combate. El primer XP-77 voló el 1 de abril de 1944 en Wright Field, pero los vuelos de prueba revelaron problemas de vibración debidos al montaje del motor directamente en el fuselaje, sin aislante de vibración. El largo morro y la retrasada cabina también impedían la visibilidad en relación con los aviones operativos de la época.
El XP-77 se demostró difícil de volar y, a pesar de volar sin armas ni blindaje, no se acercó a las esperadas estimaciones en prestaciones porque estaba lamentablemente falto de potencia. Se realizaron más ensayos en el USAAF Proving Ground, en Eglin Field, con un segundo avión, que se destruyó cuando entró en una barrena invertida al intentar un Immelmann, y el piloto saltó. El desarrollo finalizó en diciembre de 1944.

## Operadores
Estados Unidos
- Fuerzas Aéreas del Ejército de los Estados Unidos

## Especificaciones
Referencia datos: Jane's Fighting Aircraft of World War II and

### Características generales
- Tripulación: Uno (piloto)
- Longitud: 7 m (22,8 ft)
- Envergadura: 8,4 m (27,5 ft)
- Altura: 2,5 m (8,2 ft)
- Superficie alar: 9,3 m² (100,1 ft²)
- Peso vacío: 1295 kg (2854,2 lb)
- Peso máximo al despegue: 1827 kg (4026,7 lb)
- Planta motriz: 1× motor lineal V-12 invertido Ranger V-770-7.
  - Potencia: 388 kW (535 HP; 528 CV)

### Rendimiento
- Velocidad nunca excedida (Vne): 530 km/h (329 MPH; 286 kt)
- Alcance: 890 km (481 nmi; 553 mi)
- Techo de vuelo: 9180 m (30 118 ft)
- Régimen de ascenso: 18,3 m/s (3598 ft/min)
- Carga alar: 196,5 kg/m² (40,2 lb/ft²)
- Potencia/peso: 0,21 W/kg (0,13 hp/lb)

### Armamento
- Ametralladoras: 

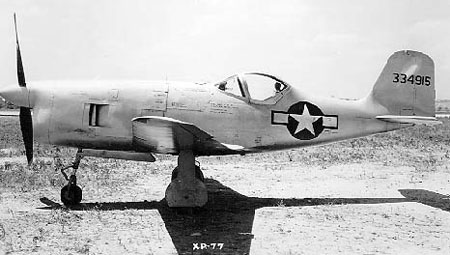
Vista lateral del Bell XP-77.

  - 2x Browning M2 de 12,7 mm con 200 disparos por arma

- Cañones: 

  - 1x Hispano-Suiza HS.404 de 20 mm, disparando a través de la hélice
- Bombas: 

  - 1 bomba de 136 kg o
  - 1 carga de profundidad de 147 kg

## Aeronaves relacionadas

### Aeronaves similares
- Zlín XIII
- Douglas XP-48
- Tucker XP-57
- Caudron C.714
- VEF I-16
- Miles M.20

### Secuencias de designación
- Secuencia Numérica (interna de Bell): ← 28 - 29 - 30 - 32 - 33 - 34 - 35 - 36 - 38 - 39 →
- Secuencia P-_ (Cazas (Pursuit) del USAAC/USAAF/USAF, 1924-1962): ← P-73 - P-75 - XP-76 - P-77 - P-78 - XP-79 - P-80/F-80 →